# Římskokatolická farnost Lešná
Římskokatolická farnost Lešná je územním společenstvím římských katolíků v rámci děkanátu Valašské Meziříčí Olomoucké arcidiecéze s farním kostelem svatého Michaela.

## Historie
První písemná zpráva o obci pochází z roku 1347, někdy je uváděn také letopočet 1355. První dřevěný kostel byl v obci postaven první dřevěný kostel. Ten byl roku 1620 vypálen a duchovní správa zanikla. Nový (opět převážně dřevěný kostel) byl postaven v letech 1628–⁠1635. na kamenný kostel byl chrám přestavěn v letech 1684–⁠1686. Duchovní správa byla obnovena roku 1730. 

## Duchovní správci
Jména duchovních správců jsou známa od roku 1730. Od července 1994 je administrátorem excurrendo R. D. Mgr. Pavel Stefan. Ten je zároveň místoděkanem děkanátu Valašské Meziříčí.

## Bohoslužby
| Kostel           | Místo | Bohoslužba (den) | Hodina                                   | Poznámka     |
| ---------------- | ----- | ---------------- | ---------------------------------------- | ------------ |
| svatého Michaela | Lešná | neděle čtvrtek   | 8.30 16.30 (zimní čas)/17.15 (letní čas) | Farní kostel |

## Aktivity farnosti
Ve farnosti se pravidelně pořádá tříkrálová sbírka. V roce 2017 se při ní vybralo v Lešné 45 819 korun. 
V září 2018 ve farnosti uděloval svátost biřmování biskup Antonín Basler. 
Pro farnosti Valašské Meziříčí a Lešná vychází desetkrát ročně farní občasník.